# Gymnophora malaisei
Gymnophora malaisei är en tvåvingeart som beskrevs av Brown 1998. Gymnophora malaisei ingår i släktet Gymnophora och familjen puckelflugor. Inga underarter finns listade i Catalogue of Life.